# Manuel Quijano y García
Manuel Quijano y García (Cartago, c. 1801 - León, 1845), apodado «el Malo», fue un militar costarricense que se hizo célebre en Centroamérica por sus crímenes y singular ferocidad.

## Reseña biográfica
Nació en Cartago en 1801. Sus padres fueron Francisco Javier Quijano, nicaragüense, e Inés García, costarricense. Se casó en 1822 con Petronila de Bonilla y Alvarado.
Según el historiador nicaragüense Pío Bolaños, quien cita un artículo publicado en 1890 por Heródoto, Quijano murió en León a finales de 1845 de asquerosa enfermedad.

## Aventurero

### Guerra de la Liga
Se distinguió como oficial de las tropas del gobierno de Braulio Carrillo Colina en la Guerra de la Liga, en 1835.

### Invasión de Guanacaste
Enemistado con Carrillo Colina, en 1836 organizó, junto con un grupo de exiliados costarricenses, una invasión al departamento del Guanacaste desde Nicaragua. Supuestamente contaba con el apoyo del gobierno de José Zepeda, mismo que al final no obtuvo. Las tropas de Quijano fueron rechazadas al intentar apoderarse de Guanacaste y la invasión fracasó. 

### Guerra civil centroamericana
Se alistó en el ejército federal de Manuel José de Arce, ascendiendo a capitán efectivo de artillería.
Estuvo en el bando vencido por el general Francisco Morazán en la batalla del Espíritu Santo en 1839.
Posteriormente, participó en acciones militares en otros lugares de Centroamérica, como uno de los jefes militares secesionistas que combatían a los federalistas inspirados en el espíritu unionista de Morazán.

### Contra los ingleses
Fue administrador del puerto de San Juan del Norte y protestó con valentía (pero con insolencia) la presencia de la fragata de guerra británica Tweed el 12 de agosto de 1841. Fue apresado por el capitán británico que ordenó le rapase su bigote y barbas.

### Guerra de Malespín
Siempre traidor, Quijano colaboró con Francisco Malespín en el sitio de León entre noviembre de 1844 y enero de 1845, incendiando Sutiaba junto con Ramón Belloso. 
Denunció a muchos liberales leoneses ante Malespín y por orden de éste ejecutó a muchos. También, fusiló en el atrio de la capilla San Juan de Dios al presbítero Dionisio Urcuyo y Crespín, por defender a los enfermos que estaban siendo masacrados en el hospital Santa Catarina Mártir del cual era capellán siendo párroco de la iglesia San Juan Bautista de Sutiaba. Una placa conmemorativa fue colocada en la pared del atrio donde fue fusilado el Padre Crespín.
En febrero de 1845, presidió el Consejo de Guerra que condenó a muerte por fusilamiento al Gran Mariscal Casto Fonseca.

## Legado
De él se afirmó: "Quijano era un amoral, un perverso que se complacía en hacer el mal.".
Montúfar  dice de él: "era un malvado, un famoso asesino, el jefe militar más execrable del conservatismo centroamericano, que no resppetaba ni los hospitales, ni los cementerios."
El escritor hondureño Rafael Heliodoro Valle, lo califica de "bandolerón" (bandido y ladrón).